# Rue Étienne-Marey
La rue Étienne-Marey est une voie du 20e arrondissement de Paris, en France.

## Situation et accès

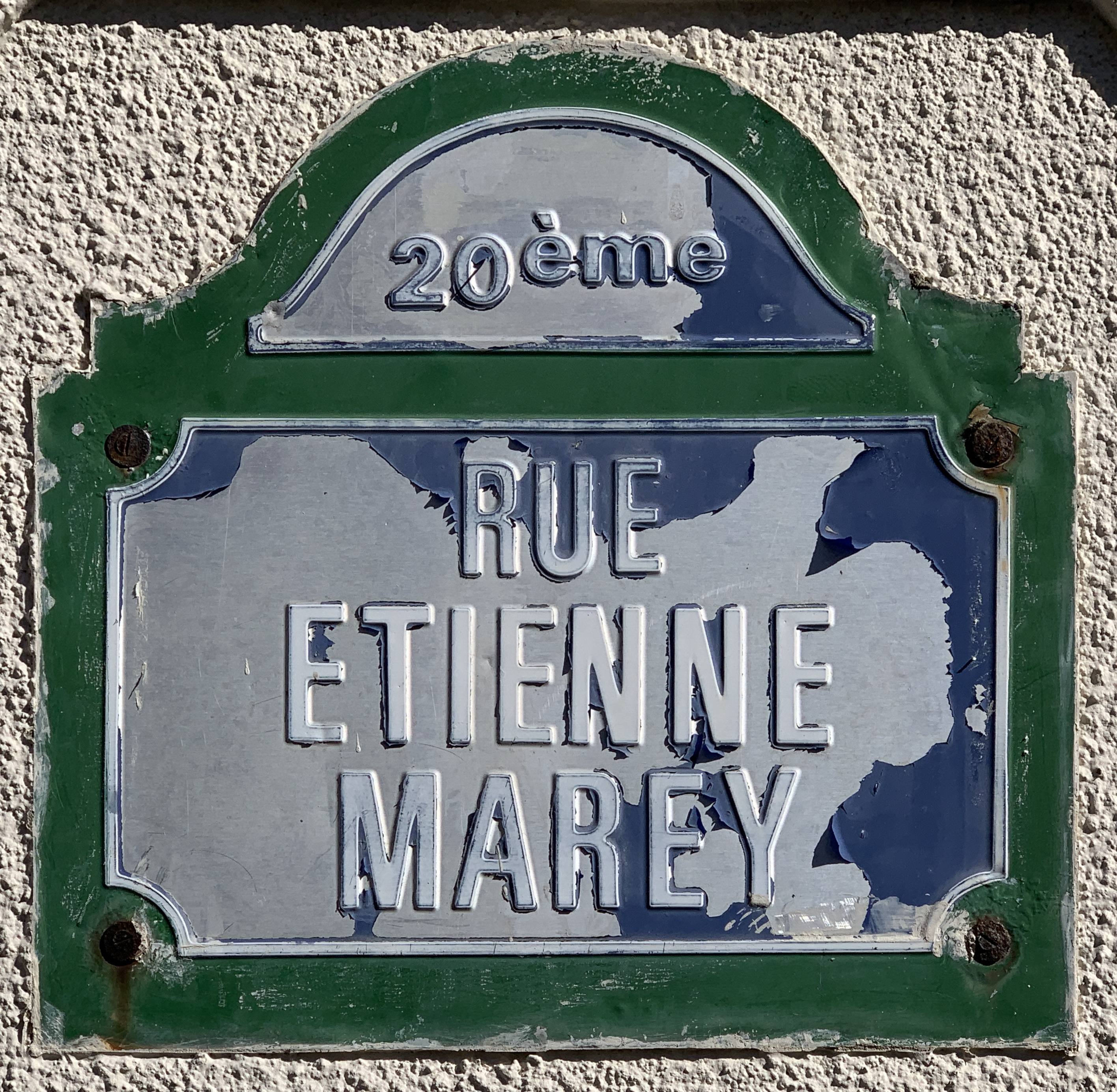
Plaque de la rue.

La rue Étienne-Marey est une voie publique située dans le 20e arrondissement de Paris. Elle débute au 5, place Octave-Chanute et se termine au 47, rue Alphonse-Penaud.

## Origine du nom
Elle porte le nom du physiologiste Étienne-Jules Marey (1830-1904).

## Historique
Cette voie ouverte par un décret du 13 juin 1913 prend sa dénomination actuelle par un arrêté du 10 février 1915.

## Bâtiments remarquables et lieux de mémoire
- No 4 : Hélène Vivet, voisine et amie de Karl Schönhaar, agent de liaison des Bataillons de la jeunesse, est arrêtée puis déportée au camp de concentration de Ravensbrück en 1942[1].
- No 6 : Karl Schönhaar, réfugié allemand membre des Jeunesses communistes est arrêté alors que son appartement servait depuis 1940 de dépôt d’armes et d’atelier de réparation. Organisateur des premiers attentats antinazis à Paris, il est fusillé au Mont-Valérien en 1942[1]. Sa mère, Odette Pisler, qui vivait dans le même appartement, est également arrêtée et déportée à Ravensbrück[2].